# Episphaeria fraxinicola
Episphaeria fraxinicola — вид грибів, що належить до монотипового роду Episphaeria.